# Christine de Pizan
Christine de Pizan (tudi de Pisan), italijansko-francoska pesnica, pisateljica, filozofinja in zagovornica pravic žensk, * 11. september 1364, Benetke, Italija, † ok. 1430, Poissy, Francija.
Christine de Pizan je bila srednjeveška avtorica, ki je napisala nekaj prvih delov feministične literature. V času zgodnje renesanse, ko so si redke ženske dovolile preseči moške tako v družbi, politiki, kot v intelektualnem delu, je bila ena od redkih izobraženih žensk v tistem času, ki se je preživljala s pisanjem. Pisala  je v mnogih različnih žanrih in stilih, odvisno od njenega predmeta in mecena. Sčasoma  je začela odpirati razpravo o ženskah in problematizirati njihov manjvreden družbeni status. Njeno pisanje je končno doseglo vrhunec v njeni najbolj znani knjigi Knjiga o mestu dam (1404-1405) in nadaljevanju Zakladnice žensk (1405). Pisala je tako poezijo kot prozo (biografije in knjige s praktičnimi nasveti za ženske). Med 30-letno kariero (1399-1429) je napisala 41 del.

## Življenje
Rodila se je  11.9. 1364 v Benetkah, od koder je bila tudi njena mama. Njen oče je bil Tommaso di Benvenuto da Pizzano, ki je bil zdravnik, sodni astrolog in svetnik Beneške republike. Po njenem rojstvu je Thomas de Pizan sprejel službo na dvoru francoskega kralja Karla V. in postal kraljevi astrolog, alkimist ter zdravnik. Tako je preživljala večino svojega otroštva na francoskem dvoru, kjer je lahko krepila svoje intelektualne sposobnosti, saj ji je oče zagotavljal najboljšo izobrazbo. Uspešno se je izobrazila v številnih jezikih, in ponovno odkrivala klasiko in humanistiko zgodnje (italijanske) renesanse; brala je dela številnih avtorjev, npr. Ovida, Boetija, Vincenca iz Beauvaisa, Danteja in Giovannija Boccaccia, ki je bil tudi glavni vir Knjige o mestu dam.
Večino svojega otroštva in celo odraslo življenje je živela v Parizu in potem v opatiji v Poisseyu, kjer je pisala v srednjeveški francoščini. Pri petnajstih letih, leta 1380, se je poročila z deset let starejšim Etiennenom du Castelom, ki je končal univerzitetni študij in postal kraljevi tajnik na sodišču. Njun zakon je bil po njenih delih sodeč zelo srečen. Mož je bil povezan s skupino mladih intelektualcev, ki so pozneje postali prvi francoski humanisti, in jo spodbujal k izobraževanju in pisanju.
Imela sta tri otroke, hčerko, ki je postala nuna v dominkanskem samostanu v Poissyju leta 1397 kot spremljevalka kraljeve hčerke Marije, sina Jeana de Castela (ki je edini dočakal odraslost), in drugega otroka, ki je umrl v otroštvu. Leta  1390 je Etienne du Castel, medtem ko je bil v Beauvaisu na misiji s kraljem, nenadoma umrl zaradi epidemije. Ko je poskušala zbrati denar iz zapuščine svojega moža, se je soočila z zapletenimi tožbami  v zvezi s povračilom dveh moževih plač zaradi njegovih dolgov. Takrat je pisala predvsem zato, da bi lahko preživljala mater, nečakinjo in svoja dva preživela otroka. V delih, ki so nastala po moževi smrti, lahko opazimo veliko žalost, sklenila je tudi, da se ne bo nikoli več poročila, raje se je posvetila študiju. Njeni prvi literarni uspehi so povezani z dvorom Ludvika Orleanskega in njegove žene Valentine Visconti, ki je bila velika ljubiteljica književnosti. Christine de Pizan je tako spoznala Johna Montaguja, 3. grofa Salisburyja, ki je bil velik občudovalec njenih del in je prispeval k razpoznavnosti njenih del v Angliji, s čimer so povezani tudi prvi prevodi. Kmalu je postala priznana lirična pesnica in uradna biografija Karla V.. Dobivala je veliko naročil, zaradi česar velja za prvo poklicno pisateljico. Zelo dobro se je spoznala na postopke objavljanja del, iluminiranja in prepisovanja. V tem plodnem obdobju med letoma 1393 in 1412 je sestavila več kot 300 balad in še veliko več krajših pesmi. Po bitki pri Agincourtu leta 1415 se je odločila prestopiti v ženski samostan v Poissyu, v predmestju Pariza. V tem času je zelo malo pisala. V svojem zadnjem delu leta 1429 je hvalila Ivano Orleansko. Okrog leta 1430 je umrla v samostanu v Poissyu.

## Delo
Kot pisateljica se  je ukvarjala s položajem žensk v družbi in se udeleževala številnih literarnih razprav.  V njenem filozofskem pisanju in komentarjih se je zavzemala za žensko pravico do izobrazbe. V  letih 1401-02 je bila vključena v aktualni literarni polemiki o Romanu o Roži, alegorični pesnitvi francoskega pesnika Jeana de Meuna, ki poveličuje dvorno ljubezen. Roman o Roži prikazuje dvorno življenje, medtem ko kritično prikazuje ženske kot zapeljivke. Christine de Pizan je posebej nasprotovala uporabi vulgarnih izrazov v alegorični pesnitvi. V skladu z njo tudi plemenite ženske tistega časa niso uporabljale takšnega jezika. Njena kritika v glavnem izhaja iz prepričanja, da je Jean de Meun  namenoma obrekoval ženske v tem delu.
Glavno vprašanje je bilo  neupravičeno obrekovanje žensk v literarnih besedilih. Ta spor je pomagal vzpostaviti  njen ugled ženske intelektualke, ki se lahko učinkovito uveljavlja in brani svoje trditve  v literarni  sferi, kjer prevladujejo moški.
Christine de Pizan je k retorični tradiciji prispevala kot ženska, ki je s svojimi prepričevalnimi strategijami, ki so jih preučevali tudi retorični učenjaki, delovala proti prevladujočim pogovorom tistega časa. Uspešno je ustvarila svojo govorniško identiteto in s tem pozivala k večji vključenosti žensk v družbo, opogumljala vse ženske k delovanju proti ženskim sovražnikom in jih spodbujala k izobrazbi. Vplivala je tudi na poznejše aristokratske humanistke kot sta Battista Sforza in Vittoria Colonna, da so se dobro izobrazile.
Srednjeveški pogled na družbo ni dopuščal napredka po družbeni lestvice, saj so imeli ljudje, rojeni v določen stan, da izpolnijo dolžnosti, ki jih ta sloj od njih zahteva. Christine de Pizan pa je verjela v urejeno družbo, kjer ima vsak, ni pomembno, iz katerega sloja ali spola je, možnost napredovati. Prav tako so njene argumente, da so ženske intelektualno in socialno enakopravne moškim, videli kot grožnjo.
Nekateri so trdili, da je Christine de Pizan začela svojo literarno kariero s petjem, sama v svoji sobi, in jo končala s klicanjem na javnem trgu. Pustila je vpliven odtis na področju retoričnih diskurz v sicer moškem literarnem polju. Zapustila  je enainštirideset  pesniških del in več proznih knjig. Njena proza, zaradi njenega širokega znanja in interesov ni za splošnega bralca, saj je slogovno zapletena. Francoska filozofinja Simone de Beauvoir je leta 1949 v To épître au Dieu d'Amour o tem napisala: "Prvič vidimo žensko ki prevzame svoje pero v obrambi svojega spola".

## Prozna dela
- L'Épistre d´Othéa (1399–1400) - 100 kratkih zgodb, opremljenih z iluminacijo, vsaka je sestavljena iz besedila, glose in alegorije.

- Le Livre des Epistres sur le Roman de la Rose (1401-1403)

- Le Livre des Fais et bonnes meurs du sage roy Charles V (1404) - narejeno po naročilu Filipa Plešastega, namenjeno prestolonasledniku (dofenu) kot priročnik za dobro vladanje.

- Le Livre de la Cité des Dames (Mesto dam) (1405) - V verjetno najbolj znani knjigi, ki je tudi edina prevedena v slovenščino, z naslovom Mesto dam, je Christine de Pizan ustvarila simbolično mesto, v katerem se ženske cenijo in zagovarjajo. Zgradila je tri alegorične figure – Razlog, Pravičnost in Pravilnost, preko katerih je izražala svoje ideje in čustva, tako kot je bilo pogosto v literaturi tistega časa. Z njimi je iz popolnoma ženske perspektive začela dialog o ženskih vprašanjih. Preko Razloga je izrazila svoje nestrinjanje s stereotipom, da se žensk ne sme vključevati v pogovore. Želela je razkriti resnico o ženskah, ki se ne skladajo s stereotipi, ki jih je preučevala v literaturi.

- Le Livre des Trois Vertus (1405) - nadaljevanje Mesta dam, vendar pa je bilo to delo napisano v preprostejšem jeziku, pktični nasveti različnim ženskam.

- L'Avision Christine (1405) - iz te knjige črpamo večino biografije o Christine de Pizan, saj pripoveduje o svojem življenju, drugače je to sanjska vizija, v kateri sreča alegorične figure francijo, Mnenje in Filozofijo.

- Le Livre du Corps de policie (1407) - priporočila, kako se vede stanu primerno.

- Sept psaumes allegories (1409) - sedem spovednih psalmov in meditacija, nastalo po naročilu navarskega kralja Karla Plemenitega.

- Le Livre des Fais d´armes et de chevalerie (1410) - priročnik za vzgojo vitezov.

- Livre de la Paix (1413) - namenjen prestolonasledniku (dofenu) Ludviku, vojvodi Gvayennskem

- Epistre de la prison de vie humaine (1418) - namenjena vojvodinji Berryjski kot tolažba ob smrti v družini

## Dela v verzih
- Ballades, Virelays, Rondeaux - kratka lirična dela, nastala po smrti njenega moža.

- L'Épistre au Dieu d'amours (1399) - sklop razprav o Romanu o Roži, v katerem se dame pritožujejo Kupidu nad kritikami žensk.

- De Debat de deux amans (1400) - pogovor med dvema ljubimcema (eden srečen, drugi razočaran).

- Le Livre des Trois jugemens amoureux (1400) - razsojanje o treh različnih ljubezenskih situacijah.

- Le Livre du Dit de Poissy (1400) - nastalo po obisku hčere v dominikanskem samostanu.

- Les Notables moraux (1400) - nasveti, namenjeni sinu Jeanu du Castelu.

- Dit de la Rose (1402)

- Le Livre du Chemin de long estude (1402-1403) - sanjska vizija poti v popolnejši svet.

- Le Livre de la Mutation de Fortune (1403)

- Le Ditie de Jehanne d´Arc (1429) - napisano v čast Ivani Orleanski.